# 春日市立大谷小学校
春日市立大谷小学校（かすがしりつ おおたにしょうがっこう）は、福岡県春日市大谷四丁目にある公立小学校。

## 歴史
1979年（昭和54年）、春日市立春日小学校、春日市立春日東小学校から分離し開校。2008年（平成20年）に学校運営協議会が発足し、コミュニティ・スクールとなる。